# Hide Your Heart
Pour la chanson, voir Hide Your Heart (chanson).
Albums de Bonnie Tyler
Secret Dreams and Forbidden Fire (en)
(1986) Bitterblue (en)
(1991)
Hide Your Heart est un album de Bonnie Tyler sorti en 1988.

## Fiche technique

### Chansons
| No  | Titre                           | Auteur                                    | Durée |
| --- | ------------------------------- | ----------------------------------------- | ----- |
| 1.  | Notes from America              | Desmond Child, Robbie Seidman             | 4:54  |
| 2.  | Hide Your Heart                 | Paul Stanley, Desmond Child, Holly Knight | 4:25  |
| 3.  | Don't Turn Around               | Diane Warren, Albert Hammond              | 4:18  |
| 4.  | Save Up All Your Tears (en)     | Desmond Child, Diane Warren               | 4:24  |
| 5.  | To Love Somebody                | Barry Gibb, Robin Gibb                    | 5:49  |
| 6.  | Take Another Look at Your Heart | Michael Bolton, Desmond Child             | 3:47  |
| 7.  | The Best                        | Mike Chapman, Desmond Knight              | 4:16  |
| 8.  | Shy with You                    | Robbie Seidman                            | 3:40  |
| 9.  | Streets of Little Italy         | Robbie Seidman                            | 4:37  |
| 10. | Turtle Blues                    | Janis Joplin                              | 4:12  |

### Musiciens
- Bonnie Tyler : chant
- Chuck Kentis : claviers (1, 3-9), synthétiseurs (1, 3-9), orgue (2, 10)
- Gregg Mangiafico : piano (5, 10)
- Holly Knight : claviers (6, 7)
- Bette Sussman : piano (9)
- John McCurry : guitares (1-9), guitare solo (10), basse (10)
- Tony Levin : basse (1, 3, 6)
- John Regan : basse (2, 4, 8, 9)
- Seth Glassman : basse (5, 7), guitare rythmique (10)
- Jerry Marotta : batterie, percussions, chœurs (5, 6)
- Ronnie Cuber : saxophone baryton (5, 10)
- Louis Cortelezzi : saxophone ténor (5, 10)
- Lawrence Feldman : saxophone ténor (5, 10)
- Keith O'Quinn : trombone (5, 10)
- Joe Shepley : trompette (5, 10)
- Ralph Schuckett : arrangements des cuivres (5, 10)
- Elaine Caswell, Desmond Child, Diana Grasselli, Myriam Naomi Valle, Joe Lynn Turner, Louis Merlino, Al Scotti, Bernie Shanahan, Steven Savitt, Pattie Darcy, Janice Payson, Melanie Williams : chœurs

### Classements et certifications
| Pays (classement)                  | Meilleure position |
| ---------------------------------- | ------------------ |
| Finlande (Suomen virallinen lista) | 15                 |
| Norvège (VG-lista)                 | 2                  |
| Royaume-Uni (UK Albums Chart)      | 78                 |
| Suède (Sverigetopplistan)          | 24                 |
| Suisse (Schweizer Hitparade)       | 13                 |